# Distretto di Bolesławiec
Il distretto di Bolesławiec (in polacco powiat bolesławiecki) è un distretto polacco appartenente al voivodato della Bassa Slesia.

## Geografia antropica

### Suddivisioni amministrative
Il distretto comprende 6 comuni.
- Comuni urbani: Bolesławiec
- Comuni urbano-rurali: Nowogrodziec
- Comuni rurali: Bolesławiec, Gromadka, Osiecznica, Warta Bolesławiecka